# Patrick Allen (político)
Sir Patrick Linton Allen ON, GCMG, CD, KStJ (Portland, 7 de fevereiro de 1951) é um político jamaicano, atual Governador-geral de seu país. Foi apontado governador-geral pela Rainha Elizabeth II em 2009, sendo a 6ª pessoa a assumir tal cargo desde a independência da Jamaica, em 1962.
Quarto de cinco filhos de uma família de agricultores de subsistência, Allen passou mais de uma década como professor e diretor, antes de deixar a educação para ser treinado como ministro adventista na Universidade Andrews, nos Estados Unidos. Depois de se tornar pastor, Allen passou a servir em vários cargos de liderança dentro da Igreja Adventista do Sétimo Dia, tornando-se eventualmente o líder da União dos Adventistas do Sétimo Dia das Índias Ocidentais, que tinha jurisdição sobre a Jamaica, as Bahamas, as Ilhas Cayman e as Ilhas Turcas e Caicos.
Allen tornou-se o sexto governador-geral nomeado da Jamaica (o oitavo no geral, incluindo dois governadores-gerais em exercício). Ele substituiu Kenneth O. Hall, que renunciou por motivos de saúde. A nomeação de Allen foi controversa devido aos seus fortes laços com a Igreja Adventista do Sétimo Dia e por causa das preocupações de que ele não poderia comparecer às funções aos sábados devido à estrita observância do sábado por sua fé. Allen renunciou à liderança da União das Índias Ocidentais antes de se tornar governador-geral.

## Governador-Geral
Em julho de 2008, o então governador-geral da Jamaica, Kenneth O. Hall, indicou que desejava renunciar devido ao declínio da saúde. Ele foi persuadido a permanecer no cargo por mais meio ano. Em 13 de janeiro de 2009, o primeiro-ministro da Jamaica, Bruce Golding (do Partido Trabalhista da Jamaica), anunciou que Allen sucederia Kenneth Hall como governador-geral. O anúncio gerou polêmica, tanto porque Allen tinha fortes laços com a Igreja Adventista do Sétimo Dia, quanto porque, como adventista, Allen poderia não poder comparecer aos eventos devido à sua estrita observação do sábado. Em 28 de janeiro de 2009, Allen renunciou à presidência da União das Índias Ocidentais. Ele também renunciou ao cargo de presidente do conselho da Northern Caribbean University, e de outras organizações religiosas em 2009.
Em 26 de fevereiro de 2009, ele se tornou o sexto governador-geral nomeado da Jamaica, e o oitavo no geral (duas pessoas ocuparam brevemente o cargo de governador-geral interino). Embora o Adventismo do Sétimo Dia seja a maior religião da Jamaica, Allen foi o primeiro governador-geral adventista na Jamaica e o segundo na região, depois de James Carlisle, ex Governador-geral de Antígua e Barbuda. Há uma longa história de nomeação de ex-educadores para o cargo, com os governadores-gerais Campbell, Glasspole, Cooke e Hall também tendo experiência como educadores.